# Far East Film Festival
Il Far East Film Festival è una manifestazione dedicata al cinema asiatico, ed è stata definita "la più ricca rassegna di cinema dell'Estremo Oriente in Europa". Si tiene a Udine, in Friuli, nella seconda metà del mese di aprile dal 1999. Attualmente è la più rilevante manifestazione europea dedicata al cinema popolare asiatico.

## Albo d'oro

### Miglior film (Audience Award)
- 1999: Chan sam ying hung (A Hero Never Dies)
- 2000: Xizao (Shower), a pari merito con Jeong (My Heart)
- 2001: Banchikwang (The Foul King)
- 2002: Sun jaat si mui
- 2003: Infernal Affairs
- 2004: Tasogare Seibei
- 2005: Kong que; 2º posto a Kamikaze Girls
- 2006: Welcome to Dongmakgol
- 2007: Yeui-eomneun geotdeul; 2º posto Fu zi; 3º posto Memories of Matsuko
- 2008: Gachi Boy; 2º posto Tenten (film); 3º posto Zenzen daijobu (Fine, Totally Fine)
- 2009: Departures; 2º posto Kwasok scandle (Scandal Makers); 3º posto Laskar pelangi
- 2010: Castaway on the Moon; 2º posto Yûkai Rhapsody (Accidental Kidnapper); 3º posto Sang pemimpi
- 2011: Tang shan da di zhen ('Aftershock), a pari merito con Apele tac (Silent River); 2º posto Shan zha shu zhi lian; 3º posto Here Comes the Bride
- 2012: Do-ga-ni; 2º posto Kora; 3º posto Go-ji-jeon (The Front Line)
- 2013: Nam-ja sa-yong-seol-myeong-seo; 2º posto Countdown (film 2012); 3º posto Ip Man: The Final Fight
- 2014: Eien no Zero (The Eternal Zero); 2º posto Byeon-ho-in (The Attorney); 3º posto Mga kuwentong barbero
- 2015: Gukjesijang (Ode to My Father); 2º posto Sanguiwon (The Royal Tailor); 3º posto Dugeun Dugeun Nae Insaeng (My Brilliant Life)
- 2016: Op-pa saeng-gak (A Melody to Remember); 2º posto a Robot, Sori (Sori: Voice From the Heart); 3º posto Mohican Kokyo ni Kaeru (The Mohican Comes Home)
- 2017: Karera Ga Honki de Amu Toki Wa (Close-Knit); 2º posto Suepeullit (Split); 3º posto Gyechun Halmang (Canola)
- 2018: 1987: When the day comes; 2º posto Zombie contro zombie - One Cut of the Dead; 3º posto The Battleship Island
- 2019: Still Human; 2º posto Dying to survive; 3º posto Extreme Job
- 2020: Better Days; 2° Victim(s), 3° I WeirdDO
- 2023: Abang Adik; 2° Rebound 3° Yudo
- 2024: Tofu in Japan: La ricetta segreta del signor Takano (Takano Tofu); 2º posto Confetti; 3º posto Time Still Turns the Pages (Nin siu yat gei)
- 2025: Her Story (Hao dong xi); 2º posto The Last Dance (Po · Dei juk); 3º posto Like a Rolling Stone (Chu zou de jue xin)